# الهجوم على رأس تنورة
الهجوم على رأس تنورة كان قصف جوي لمنشأة إنتاج النفط في رأس تنورة في المملكة العربية السعودية خلال حرب الخليج الثانية. تم استخدام طائرتين من نوع داسو ميراج إف1 المحملة بالقنابل الحارقة وطائرتين من نوع ميكويان-غوريفيتش ميغ-23 كغطاء مقاتلة من أجل أن يثبت العراق لقوات التحالف أنه قادر على القيام بهجمات جوية. على الرغم من أن الطائرات اخترقت بشكل جيد الأجواء السعودية بسبب المهارة في الطيران والحظ إلا أن الانتحاريين قتلا قبل أن يتمكنوا من الوصول إلى هدفهم من قبل الطائرة التابعة للقوات الجوية الملكية السعودية إف-15 إيغل بعد هروب طائرة الغطاء المقاتلة.
كان هذه المحاولة الجوية الرئيسية الوحيدة خلال الحرب للعراق خارج العراق. العمليات الجوية الهجومية من قبل القوة الجوية العراقية توقفت تماما لما يقرب ستة أيام بعد معركة سامراء الجوية لاسقاط طائرة إف-15 إيغل التابعة للتحالف.

## المقدمة
بين سبتمبر ونوفمبر من عام 1990 أدرك المخططون في سلاح الجو العراقي أن وضعهم لا يحسد عليه أمام تزايد
قوات التحالف الجوية التي سوف يواجهونها. نتيجة لذلك خططوا لتنفيذ عدة خطط مهمة جريئة ضد قوات التحالف. كان من بينها خطة لإغراق حاملة طائرات ووضع خطة لقصف الهجوم البرمائي المتوقع حدوثه من قبل مشاة البحرية الأمريكية في الكويت ووضع خطة لتوجيه ضربة في عمق المملكة العربية السعودية من أجل إخراج قادة التحالف العسكريين. تقريبا كل هذه الهجمات كان معدل الاستنزاف عالي للغاية للطيارين العراقيين (إغراق حاملة طائرات ستقوم بها 34 طائرة منها 12 طائرة فقط ستصل إلى حاملة الطائرات ولكنها لن تعود).
كان من بين الخطط خطة لتفجير منشأة رأس تنورة لإنتاج النفط التي كانت مسؤولة عن حوالي 7 ملايين برميل من النفط يوميا. على سبيل المقارنة فإن الكويت كانت تنتج نحو 1.5 مليون برميل من النفط يوميا وهو ما تسبب وحده إلى مضاعفة أسعار النفط في جميع أنحاء العالم بعد الغزو العراقي وكانت هذه هي العملية الوحيدة التي تم تنفيذها على الرغم من الاستعداد لخطة مهاجمة غزو مشاة البحرية البرمائي. لحسن الحظ بالنسبة للتحالف فقد كان التخطيط مهزلة.

## التخطيط
في 22 يناير أمرت القيادة العراقية أصحاب المهمة بمهاجمة رأس تنورة إلى التحديث والتنفيذ. كان الموعد المحدد للهجوم في 23 يناير. في ظل الحرب الدائرة قام المخططين العراقيين عن المهمة بتغيير الخطة عدة مرات من أجل تحسين فرصهم للنجاح ضد قوات التحالف الجوية. التغيير الرئيسي كان أن يتم الطيران على ارتفاع من 30 إلى 50 متر تقريبا بسرعة تبلغ نحو 580 ميل في الساعة مما سيسمح للطائرات العراقية بدخول الأجواء السعودية من دون كشفها تقريبا أو على الأقل الكشف عنها بعد فوات الأوان لوقف الهجوم.
تم تجهيز طائرة داسو ميراج إف1 استعدادا للقيام بالمهمة في الصباح الباكر من يوم 23 يناير ولكن قامت الطائرات الأمريكية بقصف المطار وتدمير الطائرتين المخصصتين لهذه المهمة. بعد تجهيز طائرتين أخريتين حدثت غارة أخرى في وقت لاحق من نفس اليوم لتدمر إحدى الطائرتين. بالإضافة إلى ذلك تم إيقاف العمل في المطار مؤقتا مما تسبب في محاصرة إحدى الطائرات داخل حظيرتها. تأجلت المهمة إلى يوم 24 يناير. ولكن في يوم 24 يناير تأخر تنفيذ المهمة مرة أخرى بسبب التأخير في إزالة القنابل العنقودية حول حظائر الطائرات. الغارة حصلت أخيرا بعيدا عن الأرض في وقت مبكر من صباح 26 يناير.

## المهمة
أقلعت الطائرات العراقية نحو الحدود الإيرانية على ارتفاعات منخفضة للغاية لتجنب كشفها. عندما وصلوا إلى الحدود الإيرانية غيروا الاتجاه إلى الجنوب متوجهين نحو هدفهم. في طريقهم تزودوا بالوقود الجوي على ارتفاع 100 متر وهو ما فعلوه بنجاح. واصلت الطائرات الأربعة المشاركة في المهمة الطيران نحو 50 ميل إلى الجنوب من الكويت.
السبب في عدم وجود اعتراض لهم إما عن طريق التخطيط الجيد أو الحظ واستغرق مسار الرحلة بشكل مباشر بين مناطق سيطرة بحرية الولايات المتحدة والقوات الجوية الأمريكية مما تسبب في تأخير كبير في مواجهة طائرات العدو. عندما تم اكتشافهم واجهت الطائرات العراقية طائرتي إف-15 إيغل سعوديتين. تم ذلك بأوامر مباشرة من نورمان شوارتسكوف الذي أراد أن يثبت أن الحرب الجارية كانت صراع متعدد الجنسيات. حتى هذه النقطة فإن الطائرات الأمريكية فقط هي من أسقطت الطائرات العراقية.
كان ينظر للقوات الجوية الملكية السعودية على نطاق واسع على أنها أقل شأنا في التدريب والانضباط مقارنة بالقوات الجوية الأخرى لقوات التحالف كما كان ينظر عل أنها متوسطة المستوى في أحسن الأحوال. لهذا السبب تم إبعاد الطائرات السعودية عن منطقة القتال النشطة وخصصت للدوريات فقط داخل الحدود السعودية وذلك لمنعهم من التدخل في عمليات بقية قوات التحالف. لهذا السبب عندما اعترضت الطائرات السعودية نظيرتها العراقية كان يوجد خلفها طائرة ماكدونل دوغلاس إيه في-8 بي هارير الثانية تابعة للقوات الأمريكية في حال لم يتمكنوا السعوديين من إسقاط الطائرات العراقية.
عند رؤية طائرتي إف-15 إيغل فرت طائرتي ميكويان-غوريفيتش ميغ-23 العراقيتين عائدتين إلى العراق تاركتين طائرتي داسو ميراج إف1 بدون غطاء وبدون حماية. على الرغم من هروب طارتي الحماية فقد قرر الرائد علي حسين فاضل والنقيب محمد سليم اكمال مهمتهما. كان قائد الطيران السعودي النقيب إياد الشمراني. على الرغم من تمركزه الجيد فقد عانى الشمراني في مواجهة العراقيين. مع اقتراب الطائرتين العراقيتين بسرعة من رأس تنورة فقدت توجهت طائرة أواكس الأميركية نحو الشمراني لمساعدته في مواجهة الطائرتين العراقيتين. تمكن الشمراني في نهاية المطاف من إطلاق النار الطائرتين العراقيتين عن طريق صاروخ إيه آي إم-9 سايدويندر قبل دقائق من وصولهم للهدف. قتل الطيارين العراقيين فاضل وسليم.

## النتيجة
الشمراني أصبح على الفور بطلا للشعب السعودي وحتى يومنا هذا فهو الطيار المقاتل السعودي الوحيد الذي خاض معركة جوية. يعتبر الشمراني الطيار الوحيد الذي لا يحمل الجنسية الأمريكية الذي قام بانتصار جوي لصالح قوات التحالف في الحرب.
جاء في تقرير البعثة العراقية أنه نظرا للارتفاع المنخفض للبعثة فقد الرادار العراقي الاتصال مع الطائرة بعد وقت قصير من عبورهم إلى الكويت وكان من المفترض أن يتم إسقاطهما عند عدم العودة إلى القاعدة.